# Марк Хирий Фронтон Нераций Панза
Марк Хирий Фронтон Нераций Панза (на латински: Marcus Hirrius Fronto Neratius Pansa) е политик на Римската империя през 1 век.
Произлиза от фамилията Нерации, клон Панза. Вероятно е роднина на Луций Корелий Нераций Панза (консул 122 г.).
През 70 – 72 г. той е управител или легат (legatus Augusti pro praetore Lyciam) на Ликия. През 73 или 74 г. е суфектконсул. По времето на император Тит (упр. 79 – 81 г.) през 77 – 80 г. той е легат, управител на римската провинция Кападокия и Галация – Понт (Cappadocia et Galatia Pontus).
В Комана в Кападокия в Мала Азия (в днешното село Şar в провинцията Адана, Турция) е намерен надпис за него и за Юлий Прокулеян, който по това време там e легат на Тит.